# John Harkes
John Andrew Harkes (ur. 8 marca 1967 w Kearny w stanie New Jersey), piłkarz amerykański grający na pozycji prawego lub środkowego pomocnika.

## Kariera klubowa
Harkes ukończył Kearny High School w rodzinnym mieście Kearny w stanie New Jersey. Występował w szkolnej drużynie w rozgrywkach New Jersey State Interscholastic Athletic Association. W latach 1985–1987 uczęszczał na University of Virginia, a drużynę piłkarską tego uniwersytetu prowadził wówczas Bruce Arena. W 1987 roku został Piłkarzem Roku amerykańskich college'ów. W 1989 roku został piłkarzem Albany Capitals i przez dwa lata grał w jego barwach w American Soccer League.
W 1990 roku Harkes przeszedł do angielskiego klubu Sheffield Wednesday, grającego w Division Two. W lidze zadebiutował 3 listopada w zremisowanym 2:2 meczu z Oldham Athletic. W Sheffield wywalczył miejsce w podstawowej jedenastce, a jego gol z Derby County (strzałem z 35 metrów pokonał Petera Shiltona) został uznany golem roku w Anglii. W 1991 roku wystąpił z Wednesday w finale Pucharu Ligi Angielskiej, wygranym 1:0 z Manchesterem United. Na koniec sezonu 1990/1991 piłkarze Sheffield awansowali do Division One. Natomiast w sezonie 1992/1993 stał się pierwszym Amerykaninem w historii nowo powstałej Premiership. Wiosną 1993 w finale Pucharu Ligi z Arsenalem (1:1, 1:2) zdobył gola stając się pierwszym Amerykaninem, który zaliczył trafienie na stadionie Wembley. Latem 1993 Amerykanin odszedł do grającego w Division One, Derby County. Piłkarzem tego klubu był przez 2,5 roku, ale nie osiągnął większych sukcesów. W trakcie sezonu 1995/1996 został wypożyczony do londyńskiego West Ham United i wystąpił w 11 meczach tego zespołu w Premiership.
Jeszcze w 1996 roku Harkes podpisał kontrakt z Major League Soccer, ale w niej zaczął grać dopiero po wypożyczeniu do West Hamu. Jego pierwszym klubem w MLS był DC United ze stolicy kraju, Waszyngtonu. Tam stał się czołowym zawodnikiem i jeszcze w tym samym roku wygrał z DC United zarówno MLS Cup, jak i US Open Cup. W 1997 roku powtórzył wraz z partnerami ten pierwszy sukces. W 1998 roku DC United przegrali jednak finał z Chicago Fire. W tym samym roku zdobył Copa Interamericana, dzięki zwycięstwu w finałowym dwumeczu z brazylijskim CR Vasco da Gama. Wywalczył także Puchar Mistrzów CONCACAF (1:0 w decydującym spotkaniu z meksykańskim Deportivo Toluca), a DC United stał się pierwszym amerykańskim zespołem, który tego dokonał. 28 stycznia 1999 Harkes został wypożyczony do Nottingham Forest i przez dwa miesiące rozegrał dla tego klubu 3 spotkania. Następnie został wybrany w drafcie MLS przez New England Revolution i tam spędził kolejne trzy lata swojej kariery. W 2001 roku został zawodnikiem Columbus Crew, ale w 2002 roku po problemach z kontuzjami zdecydował się odejść na piłkarską emeryturę.
| Sezon   | Klub                   | Kraj              | Rozgrywki              | Mecze | Bramki |
| ------- | ---------------------- | ----------------- | ---------------------- | ----- | ------ |
| 1989    | Albany Capitals        | Stany Zjednoczone | American Soccer League | 20    | 0      |
| 1990    | Albany Capitals        | Stany Zjednoczone | American Soccer League | ?     | ?      |
| 1990/91 | Sheffield Wednesday    | Anglia            | Division Two           | 23    | 2      |
| 1991/92 | Sheffield Wednesday    | Anglia            | Division One           | 29    | 3      |
| 1992/93 | Sheffield Wednesday    | Anglia            | Premiership            | 29    | 2      |
| 1993/94 | Derby County           | Anglia            | Division One           | 33    | 2      |
| 1994/95 | Derby County           | Anglia            | Division One           | 33    | 0      |
| 1995/96 | Derby County           | Anglia            | Division One           | 8     | 0      |
| 1995/96 | West Ham United        | Anglia            | Premiership            | 11    | 0      |
| 1996    | DC United              | Stany Zjednoczone | Major League Soccer    | 29    | 3      |
| 1997    | DC United              | Stany Zjednoczone | Major League Soccer    | 25    | 5      |
| 1998    | DC United              | Stany Zjednoczone | Major League Soccer    | 29    | 6      |
| 1998/99 | Nottingham Forest      | Anglia            | Premiership            | 3     | 0      |
| 1999    | New England Revolution | Stany Zjednoczone | Major League Soccer    | 22    | 0      |
| 2000    | New England Revolution | Stany Zjednoczone | Major League Soccer    | 28    | 2      |
| 2001    | New England Revolution | Stany Zjednoczone | Major League Soccer    | 5     | 0      |
| 2001    | Columbus Crew          | Stany Zjednoczone | Major League Soccer    | 18    | 0      |
| 2002    | Columbus Crew          | Stany Zjednoczone | Major League Soccer    | 11    | 0      |

## Kariera reprezentacyjna
W reprezentacji Stanów Zjednoczonych Harkes zadebiutował 23 maja 1987 roku w przegranym 0:2 meczu z Kanadą. W 1988 roku został powołany do kadry olimpijskiej na Igrzyska Olimpijskie w Seulu, jednak Amerykanie odpadli już po fazie grupowej. W 1990 roku Bob Gansler powołał Johna do kadry na Mistrzostwa Świata we Włoszech. Tam był podstawowym zawodnikiem swojego zespołu i zaliczył trzy grupowe spotkania: z Czechosłowacją (1:5), z Włochami (0:1) oraz z Austrią (1:2).
Z kolei w 1994 roku na Mistrzostwach Świata w USA Harkes także wystąpił w trzech meczach: ze Szwajcarią (1:1), z Kolumbią (2:1) oraz z Rumunią (0:1). W tym drugim meczu po jego dośrodkowaniu samobójczą bramkę zdobył Andrés Escobar, za co kilka dni później został zastrzelony w ojczyźnie. W 1995 roku John dotarł z USA do półfinału Copa América 1995 i zajął 4. miejsce. Za swoją postawę został wyróżniony nagrodą MVP turnieju wraz z Urugwajczykiem Enzem Francescolim. W 1998 roku Steve Sampson pominął go w wyborze kadry na mundial we Francji. W 1999 roku zajął 3. miejsce z Amerykanami w Pucharze Konfederacji 1999. Ostatni mecz w kadrze narodowej rozegrał w styczniu 2000 przeciwko Chile (1:2). Łącznie wystąpił w niej 90 razy i strzelił 6 goli.